# Nodo sensor

La arquitectura típica del nodo de sensor.

Un nodo sensor, también conocido como mote (principalmente en América del Norte), es un nodo en un sensor de red que es capaz de realizar algún procesamiento, reuniendo información sensible y comunicando con otros nodos conectados en la red. Un mote es un nodo pero un nodo no es siempre un mote.

## Historia
A pesar de que los nodos de una red de sensores inalámbrico han existido desde hace décadas y utilizados para diversas aplicaciones desde medidas de terremoto a guerras, el desarrollo moderno de nodos de sensor pequeño se remonta atrás en el año 1998 al proyecto Smartdust y el proyecto de las Webs Sensor de la NASA. Uno de los objetivos del proyecto Smartdust era crear autonomía sensible y comunicación dentro de un milímetro cúbico de espacio. Aunque este proyecto acabó desde el principio,  se condujo a muchos más proyectos de investigación. Incluyendo centros de investigación importantes en NIDO de Berkeley y CENS. Los investigadores implicados en estos proyectos crearon el término mote para referirse a un nodo de sensor. El término equivalente en el Proyecto de Webs de Sensor de la NASA para un nodo de sensor físico es pod, a pesar de que el nodo de sensor en un Sensor Web  puede ser otro Sensor Web de él mismo. Los Nodos de sensor físico han sido capaces de aumentar su capacidad conjuntamente con la ley de Moore. La huella de chip contiene más compleja y más baja potencia de consumo de microcontroladores.  Así, para la misma huella de nodo, más capacidad de silicio puede ser empaquetada a él. Hoy en día, los motes se centran en proporcionar la gama inalámbrica más larga (docenas de km), el consumo de energía más bajo (unos cuantos uA) y el proceso de desarrollo más fácil para el usuario.

## Componentes
Los principales componentes de un nodo sensor son un microcontrolador, transceptor, memoria externa, fuente de alimentación y uno o más sensores.

### Controlador
El controlador realiza tareas, procesa datos y controla la funcionalidad de otros componentes en el nodo sensor. Mientras la mayoría de controlador común es un microcontrolador , otras alternativas que puede ser utilizado como el controlador es: un propósito general desktop microprocesador, procesadores de señal digital, FPGAs y ASICs.  Un microcontrolador es a menudo utilizado en muchos sistemas incrustados como nodos de sensor debido a su coste bajo, flexibilidad para conectar a otros dispositivos, facilidad de programar, y consumo de poder bajo.  Un microprocesador de propósito general habitualmente tiene un consumo de poder más alto que un microcontrolador, por lo tanto a menudo no es considerado una elección adecuada para un nodo sensor. Procesadores de Señal Digital pueden ser escogidos para aplicaciones de comunicación inalámbricas de banda ancha, pero en Redes de Sensor Inalámbrico la comunicación inalámbrica es a menudo modesta: i.e., más sencillo, más fácil de procesar modulación y la señal que procesa tareas de detecciones reales de los datos son menos complicados. Por lo tanto las ventajas de DSPs no son normalmente de mucha importancia a nodos de sensor inalámbrico. FPGAs Puede ser reprogramado y reconfigurado según requisitos, pero esto toma más tiempo y energía que deseó.[cita requerida]
Transceptor
Los nodos de sensor a menudo hacen uso de banda de ISM, el cual otorga radio gratuita, asignando un espectro y disponibilidad global. Las elecciones posibles de medios de comunicación de transmisión inalámbrica son frecuencia radiofónica (RF), comunicación óptica (láser) e infrarrojo. Los láseres requieren menos energía , pero necesita de la línea-de-vista para comunicación y es sensible a condiciones atmosféricas. Infrarrojo, como láseres, no necesita antena pero esto está limitado en su capacidad de retransmitir. La comunicación basada en radio frecuencia está más relacionado con la mayoría de aplicaciones WSN. WSNs Tiende a utilizar licencias-frecuencias de comunicación gratuitas: 173, 433, 868, y 915 MHz; y 2.4 GHz. La funcionalidad de ambos transmisor y el auricular están combinados a un dispositivo solo conocido como transceptores. Los transceptores a menudo carecen de identificadores únicos. Los estados operacionales son transmite, recibe, desocupado, y sueño.Los transceptores de la generación actual los han construido en máquinas estatales que actúa con algunas operaciones automáticamente.
Muchos de los transmisores que operan en modo desocupado tiene un consumo de potencia casi igual a la potencia consumida en modo recibir. Así, es mejor que el transmisor esté completamente cerrado  más que dejarlo en modo desocupado cuándo no está transmitiendo o recibiendo. Una cantidad significativa de potencia está consumida cuándo se cambia de modo de sueño para transmitir a modo para transmitir un paquete.

### Memoria externa
De una perspectiva de energética, la mayoría de clases pertinentes de memoria son el chip de memoria de un microcontrolador y memoria Flash—la RAM de chip-externo es raramente, si alguna vez, se utilizó. 

### Fuente de alimentación
Un nodo de sensor inalámbrico es una solución popular cuándo es difícil o imposible de correr unas manos de suministro al nodo de sensor. Aun así, desde el nodo de sensor inalámbrico es a menudo colocado en un hard-to-reach localizado, cambiando la batería regularmente puede ser costosa e inconveniente. Un aspecto importante en el desarrollo de un nodo de sensor inalámbrico es asegurarse que hay siempre la energía adecuada disponible para alimentar el sistema.
El nodo de sensor consume potencia del sensor, comunicando y procesando datos. Más energía es requerida para la comunicación de datos que para cualquier otro proceso. La energía que cuesta de transmitir 1 Kb de una distancia de 100 metros (330 ft) es aproximadamente igual como aquella utilizada para la ejecución de 3 millones de instrucciones por unas 100 millones de instrucciones por segundo/W de procesador. La potencia está almacenada en cualquier baterías o condensador. Las baterías, ambos recargable y no-recargable, es la fuente principal de suministro de potencia para nodos de sensor. Son también clasificados según el material electroquímico utilizado para los electrodos como NiCd (níquel-cadmio), NiZn (níquel-zinc), NiMH (níquel-hidruro de metal), y litio-ion.
Los sensores actuales son capaces de renovar su energía de fuentes solares, diferencias de temperatura, o vibración. Dos políticas de ahorro de energía son usadas por el Administrador de Potencia Dinámico (DPM) y Escalado de Voltaje Dinámico (DVS). DPM Conserva la energía por cerrar partes del nodo de sensor que no está actualmente utilizado o activo. El esquema de un DVS  varía los niveles de poder dentro del nodo de sensor que depende de la carga de trabajo no-determinada. Al variar el voltaje junto con la frecuencia,  es posible de obtener reducción cuadrática en consumo de poder.

### Sensores
Los sensores son dispositivos de hardware que producen una respuesta medible a un cambio en una condición física como temperatura o presión.  Los sensores miden datos físicos del parámetro para ser controlado. La continua señal analógica producida por los sensores es digitalizada por un convertidor digital-a-analógico y enviada a controladores para procesamiento adicional. Un nodo de sensor tendría que ser pequeño en medida, con un consumo extremadamente bajo de energía, operar en densidades volumétricas altas, ser autónomos y operar desatendido, y ser adaptativo al entorno. Como los nodos de Sensor inalámbrico son típicamente muy pequeños dispositivos electrónicos, sólo pueden ser equipados con una fuente de poder limitada de menos de 0.5-2 amperio-hora y 1.2-3.7 voltios.
Los sensores están clasificados a tres categorías: pasivo, omni-sensores direccionales; pasivo, sensores de haz estrecho; y sensores activos.
Los sensores pasivos notan el dato sin de hecho manipular el entorno por sondeo activo. Son autoalimentados; esto es, la energía está necesitada sólo para amplificar su señal analógica. Los Sensores activos sondean el entorno activamente, por ejemplo, un sonar o sensor de radar, y requieren energía continua de una fuente de poder. Los Sensores de haz estrecha tienen una idea bien definida de dirección de medida, similar a una cámara. Los sensores Omni-direccionales no tienen ninguna idea de la dirección implicada en sus medidas.
El trabajo teórico global en WSNs son trabajos con pasivos, sensores omni-direccionales. Cada nodo de sensor tiene un área segura de cobertura para que lo puede informar fiablemente y con exactitud la cantidad particular que está observando. Varias fuentes de consumo de poder en sensores son: muestreo de señal y conversión de señales físicas a algunos eléctricos, condicionante de señal, y conversión analógico-a-digital. La densidad espacial de nodos de sensor en el campo pueden ser tan alto como 20 nodos por metro cúbico.